# 고지

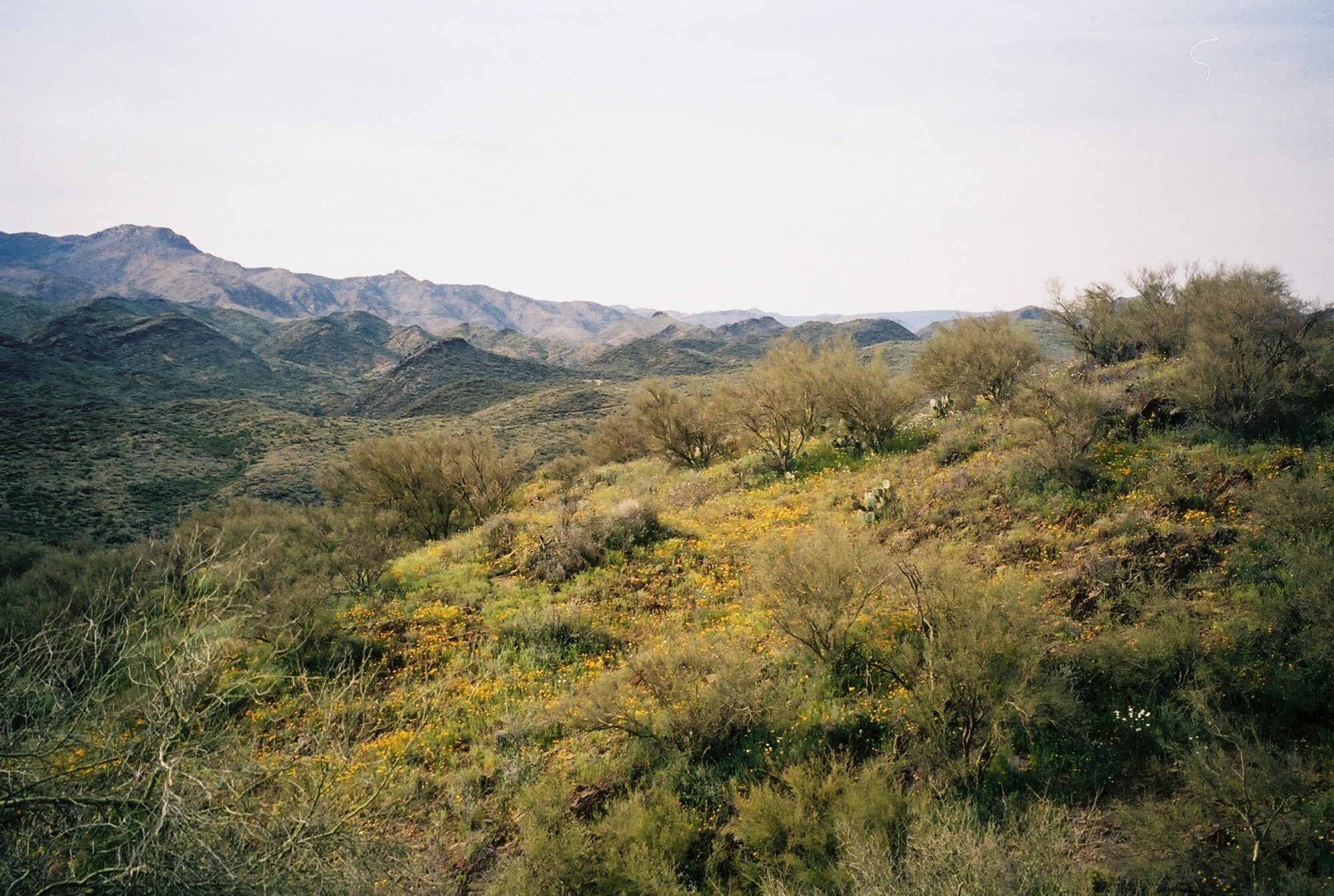
미국 애리조나 주의 한 고원.

고지(高地, Highland)란 산지나 산맥과 달리 산이 나란히 낮게 늘어선 곳을 말한다.
역시 높은 지역에 평야가 펼쳐진 지역을 고원이라고 하지만 그 경계는 명확하지 않다.

## 개요
고지는 비교적 완만한 기복의 표고가 높은 지역으로 해발이 낮은 지역에 비해 기온이 낮고 저지로부터 올라 오는 바람이 있는 곳은 공기가 냉각되는 과정에서 습도가 올라 습윤해지기 쉽다. 이러한 사실 때문에 건조 기후에서도 고지에서는 풍부한 식물상이 형성되고 이 식물상에 의존하는 동물도 번식한다.
인간의 생활과 관련돼서는 이러한 습윤한 기후 덕분에 풍부한 식물상을 가지는 한편 이용 가능한 완만한 지형이 있는 지역에서는 농업이 행해지거나 기온이 낮은 것을 이용해 피서지로써 관광업이 발달하기도 한다. 너무 표고가 높고 기압이 낮은 지역은 외부와의 연락과 인적이 오고 가기 어렵고 고산병이 발생하며 자연에 의해 차단되어 고립된 촌락이 형성된다.
또한, 고지는 주변에 험한 지형이 있으면 자연의 요충지 역할을 해서 이곳에 취락이 형성되는 예도 있다.

## 고지의 이용
앞에서 설명한 대로 농업 생산이나 피서지, 관광지로써 이용되는 경우도 볼 수 있지만, 연중 한랭인 기후면 고온에 약한 작물의 재배에 이용된다. 예를 들면 양상추는 기온이 높으면 통상 식용으로 여겨지는 로제트 상태로부터 줄기가 자라고 꽃이 피게 되지만 이렇게 되면 야채로서의 상품이 될 수 없다. 이 때문에 기온이 낮은 고지에서 재배된다.
또 표고가 높고 기압이 낮은 고지에서는 산소의 양도 낮아지기 때문에 여기서 생활하는 사람들은 적극적으로 산소를 흡입할 수 있도록 적응해 체질이 변화한다. 이것을 이용해 수영이나 마라톤과 같이 지구력을 요하고 폐활량이 큰 사람에게 유리한 스포츠에서는 자주 '고지 트레이닝'이라는 고지에 설치된 전문 시설에서 훈련하기도 한다.

## 같이 보기
- 고원